# جرالد بی. گرینبرگ
جرالد بی. گرینبرگ (انگلیسی: Gerald B. Greenberg، ‏ ۲۹ ژوئیه  ۱۹۳۶ – ۲۲ دسامبر ۲۰۱۷) یک تدوین‌گر اهل ایالات متحده آمریکا است.
وی در سال ۱۹۷۱ میلادی، بابت تدوین فیلم ارتباط فرانسوی، برندهٔ جایزه اسکار بهترین تدوین و جایزهٔ بفتا شد.

## گزیدهٔ آثار
- کارتر را بگیرید (۲۰۰۰)
- تاریخ مجهول آمریکا (۱۹۹۸)
- برای پسران (۱۹۹۱)
- بیداری‌ها (۱۹۹۰)
- تسخیرناپذیران (۱۹۸۷)
- صورت‌زخمی (۱۹۸۳)
- سرخ‌ها (۱۹۸۱)
- دروازه بهشت (۱۹۸۰)
- کرامر علیه کرامر (۱۹۷۹)
- اینک آخرالزمان (۱۹۷۶)
- آب‌بندهای میسوری (۱۹۷۶)
- بای‌بای برورمن (۱۹۶۸)
- هزاران دلقک (۱۹۶۵)